# Aristolochia medicinalis
Aristolochia medicinalis là một loài thực vật có hoa trong họ Aristolochiaceae. Loài này được R.E.Schult. mô tả khoa học đầu tiên năm 1967.